# 奧利納度假村
奧利納度假村（英語：Ko Olina Resort）是位於美國夏威夷州檀香山縣的一個人口普查指定地區。

## 地理
奧利納度假村的座標為21°20′15″N 158°07′07″W / 21.33750°N 158.11861°W，而該地最高點為海拔高度11米（即35英尺）。

## 人口
根據2010年美國人口普查的數據，奧利納度假村的面積為2.80平方千米，均為陸地。當地共有人口1799人，而人口密度為每平方千米642.5人。